# 24 uur van Le Mans 1925

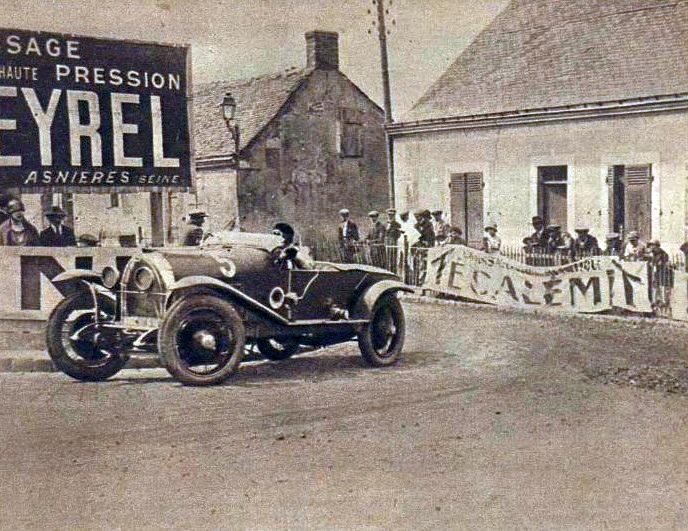
De winnende auto: de Lorraine-Dietrich B3-6 Sport #5.

De 24 uur van Le Mans 1925 was de 3e editie van deze endurancerace. De race werd verreden op 20 en 21 juni 1925 op het Circuit de la Sarthe nabij Le Mans, Frankrijk.
De race werd gewonnen door de Société Lorraine De Dietrich et Cie #5 van André Rossignol en Gérard de Courcelles, die allebei hun eerste Le Mans-overwinning behaalden. De 3.0-klasse werd gewonnen door de Sunbeam Motor Co #16 van Jean Chassagne en Sammy Davis. De 2.0-klasse werd gewonnen door de Officine Meccaniche #29 van Tino Danieli en Mario Danieli. De 1.5-klasse werd gewonnen door de Société Française des Automobiles Corre #41 van Louis Balart en Robert Doutrebente. De 1.1-klasse werd gewonnen door de Chenard-Walcker SA #50 van Raymond Glaszmann en Manso de Zúñiga.
Tijdens de race kwam Marius Mestivier om het leven. In de achttiende ronde spinde hij van de baan en kwam zijn auto in een greppel terecht. Mestivier was op slag dood.

## Race
Winnaars in hun klasse zijn vetgedrukt. Er waren dit jaar echter geen officiële onderscheidingen in klassen; deze werden later met terugwerkende kracht ingevoerd. De #7 Grand Garage Saint-Didier Paris, de #14 Societa Anonima Autocostruzioni Diatto, de #18 Automobiles Louis Ravel SA en de #22 Établissements Automobiles Rolland et Pilain SA werden niet geklasseerd omdat deze de door hen vooraf doorgegeven doelafstand niet hadden volbracht. De #37 Automobiles Talbot-Darracq en de #24 Établissements Automobiles Rolland et Pilain SA werden gediskwalificeerd omdat de brandstof van deze auto's te vroeg werd bijgevuld. De #47 Automobiles Doriot-Flandrin-Parant SA en de #17 Établissements Charles Montier et Cie werden gediskwalificeerd omdat deze te veel achterstand hadden opgelopen.
| Pos. | Klasse | No. | Team                                                | Coureurs                                 | Chassis                           | Motor                     | Banden | Ronden |
| ---- | ------ | --- | --------------------------------------------------- | ---------------------------------------- | --------------------------------- | ------------------------- | ------ | ------ |
| 1    | 5.0    | 5   | Société Lorraine De Dietrich et Cie                 | André Rossignol Gérard de Courcelles     | Lorraine-Dietrich B3-6 Sport      | Lorraine-Dietrich 3.5L S6 | E      | 129    |
| 2    | 3.0    | 16  | Sunbeam Motor Co                                    | Jean Chassagne Sammy Davis               | Sunbeam 3 Litre Super Sports      | Sunbeam 3.0L S6           | Rapson | 125    |
| 3    | 5.0    | 4   | Société Lorraine De Dietrich et Cie                 | Édouard Brisson Stalter                  | Lorraine-Dietrich B3-6 Sport      | Lorraine-Dietrich 3.5L S6 | E      | 124    |
| 4    | 2.0    | 29  | Officine Meccaniche                                 | Tino Danieli Mario Danieli               | OM Tipo 665S Superba              | OM 1991cc S6              | P      | 121    |
| 5    | 2.0    | 30  | Officine Meccaniche                                 | Giulio Foresti Aimé Vassiaux             | OM Tipo 665S Superba              | OM 1991cc S6              | P      | 121    |
| 6    | 3.0    | 11  | Société des Automobile Ariès                        | Louis Wagner Charles Flohot              | Ariès Type S GP2                  | Ariès 3.0L S4             | M      | 119    |
| NC   | 5.0    | 7   | Grand Garage Saint-Didier Paris                     | Henri Stoffel Lucien Desvaux             | Chrysler Six Series B-70          | Chrysler 3.3L S6          | BF     | 117    |
| 7    | 2.0    | 23  | Établissements Automobiles Rolland et Pilain SA     | Jean de Marguenat Louis Sire             | Rolland-Pilain C23 Super Sport    | Rolland-Pilain 1997cc S4  | M      | 117    |
| 8    | 1.5    | 41  | Société Française des Automobiles Corre             | Louis Balart Robert Doutrebente          | Corre La Licorne V16 10CV Sport   | SCAP 1493cc S4            | E      | 111    |
| NC   | 3.0    | 14  | Societa Anonima Autocostruzioni Diatto              | Giorgio Rubbietti Tulio Vesprini         | Diatto Tipo 35                    | Diatto 3.0L S4            | E      | 111    |
| 9    | 1.5    | 42  | Société Française des Automobiles Corre             | Waldemar Lestienne Robert Lestienne      | Corre La Licorne V16 10CV Sport   | SCAP 1493cc S4            | E      | 109    |
| 10   | 1.1    | 50  | Chenard-Walcker SA                                  | Raymond Glaszmann Manso de Zúñiga        | Chenard-Walcker Z1 Spéciale       | Chenard-Walcker 1095cc S4 | M      | 109    |
| 11   | 2.0    | 21  | Societa Anonima Autocostruzioni Diatto              | Edmond Garcia Mario Botta                | Diatto Tipo 30                    | Diatto 1998cc S4          | E      | 109    |
| 12   | 2.0    | 33  | Établissements Industriels Jacques Bignan           | Henri Springuel Pierre Clause            | Bignan 2 Litre Sport              | Bignan 1979cc S4          | E      | 109    |
| 13   | 1.1    | 49  | Chenard-Walcker SA                                  | Robert Sénéchal Albéric Loqueheux        | Chenard-Walcker Z1 Spéciale       | Chenard-Walcker 1095cc S4 | M      | 105    |
| 14   | 1.5    | 39  | Établissements Henri Precloux                       | Jean d'Aulan René Dély                   | EHP Type DT Spéciale              | CIME 1496cc S4            | E      | 104    |
| NC   | 3.0    | 18  | Automobiles Ravel SA                                | Eugene van den Bossche Abel Smeets       | Ravel Type A Sport 12CV           | Ravel 2.5L I4             | D      | 104    |
| 15   | 1.5    | 35  | Automobiles Gendron & Cie                           | Marcel Michelot Adrien Drancé            | GM GC2 Sport                      | CIME 1496cc S4            | D      | 101    |
| NC   | 2.0    | 22  | Établissements Automobiles Rolland et Pilain SA     | Gaston Delalande Paul Chalamel           | Rolland-Pilain C23 Super Sport    | Rolland-Pilain 1997cc S4  | M      | 99     |
| 16   | 1.1    | 44  | Société des Applications à Refroidissements par Air | Lucien Erb Gaston Mottet                 | SARA ATS 7CV                      | SARA 1099cc S4            | E      | 94     |
| DNF  | 3.0    | 13  | Societa Anonima Autocostruzioni Diatto              | François Lecot Eugène Renaud             | Diatto Tipo 35                    | Diatto 3.0L S4            | E      | 109    |
| DNF  | 1.5    | 36  | Automobiles Talbot-Darracq                          | Edmond Bourlier Jules Moriceau           | Talbot-Darracq Type C             | Talbot 1496cc S4          | E      | 98     |
| DNF  | 5.0    | 2   | Chenard-Walcker SA                                  | André Lagache René Léonard               | Chenard-Walcker Type U 22CV Sport | Chenard-Walcker 3.9L S8   | M      | 90     |
| DNF  | 2.0    | 28  | Officine Meccaniche                                 | Ferdinando Minoia Vincenzo Coffani       | OM Tipo 665S Superba              | OM 1991cc S6              | P      | 81     |
| DSQ  | 1.5    | 37  | Automobiles Talbot-Darracq                          | Paul Le Duc Alphonse Auclair             | Talbot-Darracq Type C             | Talbot 1496cc S4          | E      | 73     |
| DSQ  | 2.0    | 24  | Établissements Automobiles Rolland et Pilain SA     | Pierre Salles Stremler                   | Rolland-Pilain C23 Super Sport    | Rolland-Pilain 1997cc S4  | M      | 70     |
| DNF  | 2.0    | 32  | Établissements Industriels Jacques Bignan           | Jean Martin Jean Matthys                 | Bignan 2 Litre Sport              | Bignan 1979cc S4          | E      | 65     |
| DNF  | 5.0    | 9   | John Duff                                           | John Duff Frank Clement                  | Bentley 3 Litre Sport             | Bentley 3.3L S4           | Rapson | 64     |
| DSQ  | 1.1    | 47  | Automobiles Doriot-Flandrin-Parant SA               | Jacques Millies Lachanay                 | DFP Type VA                       | CIME 1099cc S4            | E      | 60     |
| DSQ  | 3.0    | 17  | Établissements Charles Montier et Cie               | Charles Montier Albert Ouriou            | Ford-Montier Spéciale             | Ford 2.9L S4              | E      | 54     |
| DNF  | 1.5    | 40  | Société Française des Automobiles Corre             | Albert Colomb Vallay                     | Corre La Licorne V16 10CV Sport   | SCAP 1493cc S4            | E      | 51     |
| DNF  | 3.0    | 12  | Société des Automobile Ariès                        | Louis Rigal Roger Delano                 | Ariès Type S GP2                  | Ariès 3.0L S4             | M      | 42     |
| DNF  | 2.0    | 20  | Societa Anonima Autocostruzioni Diatto              | Louis Dollé Albert Giraud                | Diatto Tipo 30                    | Diatto 1998cc S4          | E      | 41     |
| DNF  | 1.5    | 38  | Établissements Henri Precloux                       | Marcel Benoist Michel Doré               | EHP Type DT Spéciale              | CIME 1496cc S4            | E      | 41     |
| DNF  | 1.1    | 45  | Société des Applications à Refroidissements par Air | Jules de Ségovia Gaston Duval            | SARA BDE                          | SARA 1099cc S4            | E      | 40     |
| DNF  | 1.5    | 34  | Automobiles Gendron & Cie                           | Marcel Gendron Lucien Bossoutrot         | GM GC2 Sport                      | CIME 1496cc S4            | D      | 36     |
| DNF  | 1.1    | 53  | Société des Automobile Ariès                        | Joseph Paul Louis François               | Ariès CC2                         | Ariès 1086cc S4           | M      | 35     |
| DNF  | 5.0    | 6   | Société Lorraine De Dietrich et Cie                 | Robert Bloch Léon Saint-Paul             | Lorraine-Dietrich B3-6 Sport      | Lorraine-Dietrich 3.5L S6 | E      | 33     |
| DNF  | 3.0    | 15  | Sunbeam Motor Co                                    | Henry Segrave George Duller              | Sunbeam 3 Litre Super Sports      | Sunbeam 2.9L S6           | Rapson | 32     |
| DNF  | 1.1    | 46  | Automobiles Doriot-Flandrin-Parant SA               | André Colas Moraine                      | DFP Type VA                       | CIME 1099cc S4            | E      | 31     |
| DNF  | 5.0    | 1   | Société de Construction de Voitures Sizaire-Berwick | Émile Dupont de Franconi                 | Sizaire-Berwick 25/50CV           | Sizaire-Berwick 4.5L S4   | E      | 23     |
| DNF  | 5.0    | 10  | Bentley Motors Ltd                                  | Bertie Kensington-Moir Dudley Benjafield | Bentley 3 Litre Sport             | Bentley 3.3L S4           | Rapson | 19     |
| DNF  | 1.1    | 48  | Automobiles Doriot-Flandrin-Parant SA               | Jean Porporato Marcel Collet             | DFP Type VA                       | CIME 1099cc S4            | E      | 19     |
| DNF  | 1.1    | 51  | Société Nouvelle de l'Automobile Amilcar            | André Morel Marius Mestivier             | Amilcar CGS                       | Amilcar 1089cc S4         | E      | 17     |
| DNF  | 1.1    | 43  | Société des Applications à Refroidissements par Air | André Marandet Gonzaque Lécureul         | SARA BDE                          | SARA 1099cc S4            | E      | 15     |
| DNF  | 1.1    | 52  | Automobiles Majola                                  | Jean Majola Fernand Casellini            | Majola Type F                     | Majola 1088cc S4          | D      | 14     |
| DNF  | 1.1    | 54  | Société des Automobile Ariès                        | Fernand Gabriel Henri Lapierre           | Ariès CC2                         | Ariès 1086cc S4           | M      | 11     |
| DNF  | 750    | 55  | Eric Gordon-England                                 | Eric Gordon England Francis Samuelson    | Austin 7                          | Austin 748cc S4           | D      | 9      |
| DNF  | 5.0    | 3   | Chenard-Walcker SA                                  | André Pisart Jacques Ledure              | Chenard-Walcker Type U 22CV Sport | Chenard-Walcker 3.9L S8   | M      | 6      |
| DNS  | 3.0    | 19  | Automobiles Ravel SA                                | Henri Barra Delhauvenne                  | Ravel Type A Sport 12CV           | Ravel 2.5L I4             | ?      | 0      |
| DNS  | 2.0    | 31  | AC Cars Ltd                                         | John Joyce Victor Bruce                  | AC Six 16/40                      | AC 1991cc S6              | ?      | 0      |
| DNS  | 2.0    | 25  | Automobiles Oméga-Six                               | Jacques Margueritte Louis Bonne          | Oméga-Six Type A                  | Oméga 1996cc S6           | ?      | 0      |
| DNS  | 2.0    | 26  | Automobiles Oméga-Six                               | Albert Clément Roland Coty               | Oméga-Six Type A                  | Oméga 1996cc S6           | ?      | 0      |
| DNS  | 2.0    | 27  | Automobiles Oméga-Six                               | Louis Charavel Boyriven                  | Oméga-Six Type A                  | Oméga 1996cc S6           | ?      | 0      |
| DNA  | 5.0    | 8   | Grand Garage Saint-Didier Paris                     |                                          | Chrysler Six 70                   | Chrysler 3.3L S6          | ?      | 0      |

1923 · 1924 · 1925 · 1926 · 1927 · 1928 · 1929 · 1930 · 1931 · 1932 · 1933 · 1934 · 1935 · 1936 · 1937 · 1938 · 1939 · 1940 - 1948 · 1949 · 1950 · 1951 · 1952 · 1953 · 1954 · 1955 (Ramp) · 1956 · 1957 · 1958 · 1959 · 1960 · 1961 · 1962 · 1963 · 1964 · 1965 · 1966 · 1967 · 1968 · 1969 · 1970 · 1971 · 1972 · 1973 · 1974 · 1975 · 1976 · 1977 · 1978 · 1979 · 1980 · 1981 · 1982 · 1983 · 1984 · 1985 · 1986 · 1987 · 1988 · 1989 · 1990 · 1991 · 1992 · 1993 · 1994 · 1995 · 1996 · 1997 · 1998 · 1999 · 2000 · 2001 · 2002 · 2003 · 2004 · 2005 · 2006 · 2007 · 2008 · 2009 · 2010 · 2011 · 2012 · 2013 · 2014 · 2015 · 2016 · 2017 · 2018 · 2019 · 2020 · 2021 · 2022 · 2023 · 2024